# Endlicheria
Endlicheria é um género botânico pertencente à família Lauraceae.